# Gamla Köpstad Norra
Gamla Köpstad Norra är ett naturreservat i Träslövs socken i Varbergs kommun i Halland. Det inrättades 1972.
Reservatet omfattar de två öarna Rödskär och Svartskär utanför Södra Näs.

## Rödskär
På Rödskär, den större av de båda öarna, finns strandängar med arter som salttåg, trift och gåsört. Vid lågvatten kan ön nås från fastlandet utan båt, vilket gjort den till ett populärt utflyktsmål.

## Svartskär
Svartskär är den mindre av de båda öarna i reservatet. Den är en fågellokal, och här häckar arter som  tobisgrissla, småskrake, ejder och gravand. För att inte störa fågellivet råder besöksförbud mellan 1 april och 15 juli. Övriga året kan ön nås med båt.